# مهارکننده فارنزیل‌ترانسفراز

فرمول اسکلتی تیپیفارنیب (R115777)، یک مهارکننده‌ٔ فارنزیل‌ترانسفراز که به فاز ۳ کارآزمایی بالینی رسیده‌است.

مهارکننده‌های فارنزیل‌ترانسفراز (FTIs) یک گروه از داروهای آزمایشی سرطان هستند که پروتئین فارنزیل‌ترانسفراز را هدف قرار می‌دهند که با اثر پایین‌دستی، از عملکرد صحیح Ras (پروتئین) که معمولاً در سرطان غیرطبیعی است، جلوگیری می‌کند.